# Базы данных дистанционного зондирования Земли
Базы данных дистанционного зондирования Земли (БД ДЗЗ) — базы данных, полученные в результате дистанционного зондирования Земли (ДЗЗ), предназначенные для использования с помощью специальных систем управления базами данных — геоинформационных систем.
Результаты ДЗЗ в цифровой форме представляют собой базы данных — массивы пространственно привязанных данных, имеющие специальные схемы хранения данных, обеспечивающие привязку всех элементов базы данных к модели поверхности Земли, и правила обращения с данными, позволяющие использовать их в специальных системах управления базами данных — геоинформационных системах. Элементами базы данных являются внутреннее упорядоченные элементы растрового изображения — пикселы, каждый из которых имеет определённую площадь и соответствует участку земной поверхности, характеристики которого он моделирует. БД ДЗЗ при их использовании в геоинформационых системах позволяют выбирать наборы пикселей в соответствии с исследуемым районом поверхности Земли.
В качестве БД ДЗЗ могут предоставляться и использоваться как отдельные файлы GeoTIFF, так и совокупности файлов GeoTIFF.
Совокупность результатов ДЗЗ, содержащихся как в отдельном файле GeoTiff, так и в наборе таких файлов, является базой данных, поскольку эта совокупность данных хранится в соответствии со схемой данных, обеспечивающей предоставление результатов дистанционного зондирования Земли в виде базовых пространственных данных, соответствующих требованиям, установленным ГОСТ Р 53339-2009 «Данные пространственные базовые. Общие требования», и предназначенной для обращения с ними в соответствии с правилами моделирования пространственных данных, для которого имеется широкий круг специальных программных средств — геоинформационных систем (ГОСТ Р 52438-2005 «Географические информационные системы. Термины и определения»).
Элементами базы данных при этом являются отдельные пикселы. Совокупности файлов GeoTIFF в их представлении в качестве БД ДЗЗ могут сопровождаться вспомогательными файлами, описывающим огибающие контуры районов интереса, контрольную информацию и др.